# Film akcji

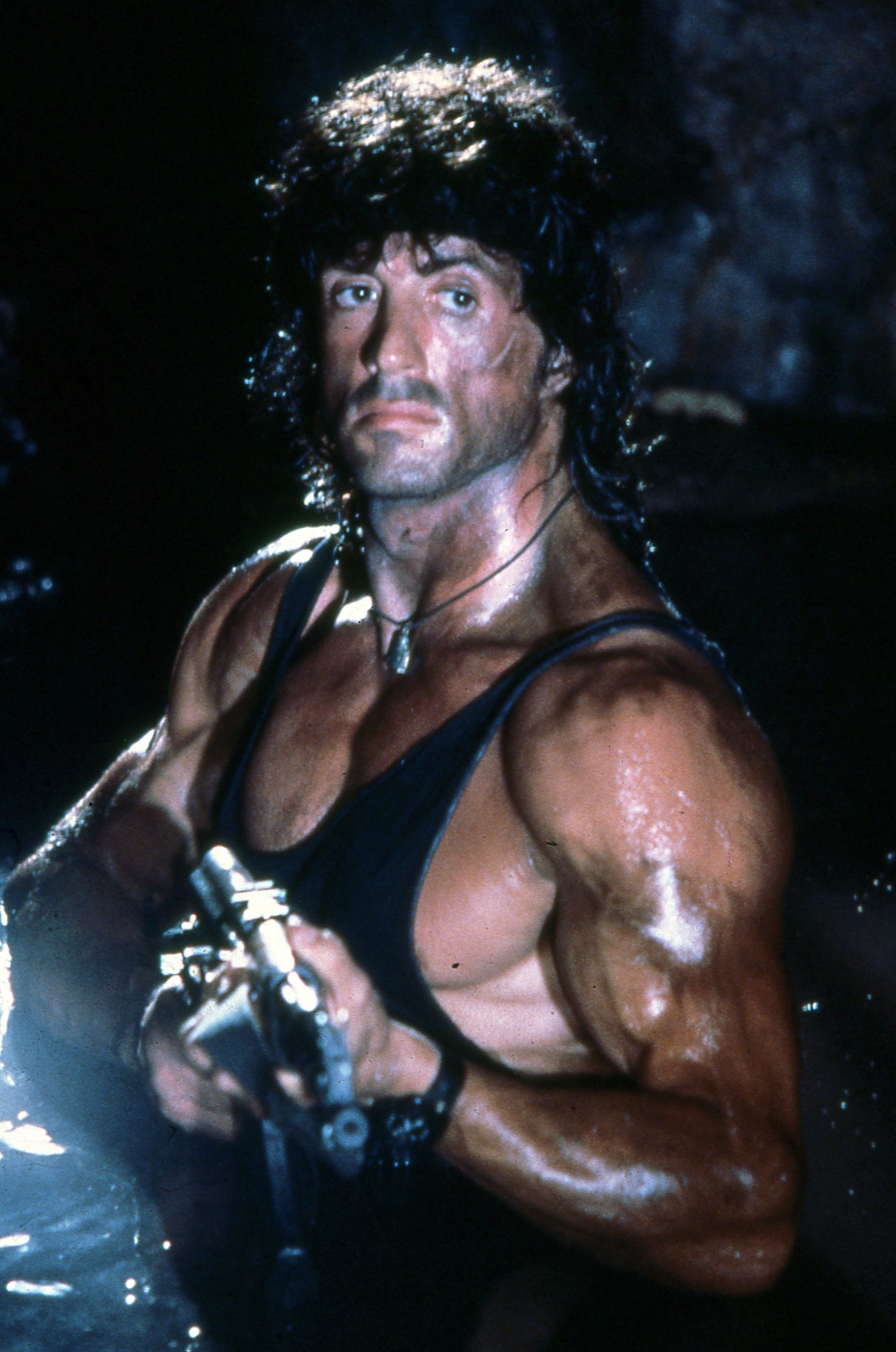
Scena z filmu akcji (Rambo)

Film akcji (ang. action movie) – film sensacyjny, którego głównym zadaniem jest dostarczanie rozrywki widzom poprzez pokazywanie pościgów samochodowych, strzelanin, bijatyk i innych scen kaskaderskich o dużym ładunku napięcia i emocji. Film akcji jest często łączony z innymi gatunkami takimi jak: fantastyka naukowa (Terminator, Matrix), horror (Blade: Wieczny łowca) czy komedia (Zabójcza broń).
Jako gatunek, film akcji rozwinął się z filmu sensacyjnego i jest z nim często utożsamiany. Rozkwit kina akcji przypada na lata 80. XX wieku.
W filmach akcji często obsadzani są aktorzy niezawodowi, w szczególności zawodnicy sportów walki (np. Chuck Norris, Gina Carano, Scott Adkins, Michael Jai White).